# Queen Rock Montreal (видео)
«Queen Rock Montreal» — концертный DVD английской группы Queen. Официальный выпуск Queen Rock Montreal планировался на 27 октября 2007 года, но вышел он с опозданием на 5 дней, 1 ноября 2007 года. На видео был показан концерт группы в Монреале 24 ноября 1981 года. Вместе с ним вышел бокс-сет «Queen Rock Montreal + Live Aid», состоящий из двух дисков, на одном из которых записан монреальский концерт, а на другом — выступление группы на концерте Live Aid 13 июля 1985 года и различные другие материалы группы. Вместе с ними вышел одноимённый концертный альбом с записью монреальского концерта.

## Содержание Queen Rock Montreal + Live Aid
На первом диске записан концерт в Монреале, а на втором — выступление группы на Live Aid:

### DVD 1
1. Intro
2. «We Will Rock You (fast)» — Брайан Мэй
3. «Let Me Entertain You» — Фредди Меркьюри
4. «Play the Game» — Меркьюри
5. «Somebody to Love» — Меркьюри
6. «Killer Queen» — Меркьюри
7. «I’m in Love with My Car» — Роджер Тейлор
8. «Get Down Make Love» — Меркьюри
9. «Save Me» — Мэй
10. «Now I'm Here» — Мэй
11. «Dragon Attack» — Мэй
12. «Now I’m Here» (реприза) — Мэй
13. «Love of My Life» — Меркьюри
14. «Under Pressure» — Queen и Дэвид Боуи
15. «Keep Yourself Alive» — Мэй
16. Соло на ударных — Тейлор
17. Гитарное соло — Мэй
18. «Crazy Little Thing Called Love» — Меркьюри
19. «Jailhouse Rock» — Джерри Либер и Майк Столлер
20. «Bohemian Rhapsody» — Меркьюри
21. «Tie Your Mother Down» — Мэй
22. «Another One Bites the Dust» — Джон Дикон
23. «Sheer Heart Attack» — Тейлор
24. «We Will Rock You» — Мэй
25. «We Are the Champions» — Меркьюри
26. «God Save the Queen» — аранж. Мэя

### DVD 2
1. «Bohemian Rhapsody» — Фредди Меркьюри
2. «Radio Ga Ga» — Роджер Тейлор
3. «Hammer to Fall» — Брайан Мэй
4. «Crazy Little Thing Called Love» — Меркьюри
5. «We Will Rock You» — Мэй
6. «We Are the Champions» — Меркьюри
7. «Is This the World We Created …?» — Мэй

Бонусы:
- 1) Видео с репетиций Queen перед Live Aid. Во время репетиции Queen исполняют три своих произведения — Bohemian Rhapsody, Radio Gaga, Hammer To Fall.
- 2) Видео с интервью Queen во время репетиций.
- 3) Видео с интервью Брайана Мэя и Роджера Тейлора для американской программы «PM Magazine».

## Информация о песнях
- Хотя песни «Flash» и «The Hero» исполнялись на монреальском концерте, они не вошли на DVD. Однако эти песни записаны на альбом «Queen Rock Montreal».
- Песня «Jailhouse Rock», на самом концерте была исполнена после «Sheer Heart Attack», а на DVD и в альбоме «Queen Rock Montreal» перед «Bohemian Rhapsody».
- Песня «Is This the World We Created…?» исполнялась в конце концерта Live Aid на стадионе «Уэмбли», после игры основного репертуара группы, и в её исполнении не принимали участие ударник Роджер Тейлор и бас-гитарист Джон Дикон.